# Hrabia Suffolk

## Informacje ogólne
Rodzina Howardów, która posiada łącznie 4 dziedziczne tytuły arystokratyczne i jest nazywana Drugą Rodziną Anglii, najbardziej prominentną zaraz po dynastii Windsorów. Howardowie odegrali ogromną rolę w historii katolicyzmu w Anglii, szczególnie po reformacji.
Król Edward I i królowa Małgorzata Francuska są przodkami rodziny Howardów. Howardowie są spokrewnieni z dwiema żonami króla Henryka VIII, Katarzyną Howard i jej kuzynką Anną Boleyn, matką królowej Elżbiety I. Poszczególne gałęzie rodu Howardów posiadają następujące tytuły parowskie:
- Książę Norfolk (ang. Duke of Norfolk)
- Hrabia Suffolk (ang. Earl of Suffolk)
- Hrabia Carlisle (ang. Earl of Carlisle)
- Hrabia Effingham (ang. Earl of Effingham)

## Hrabstwo Suffolk
Tytuł hrabiego Suffolk został kreowany w 1603 r. w parostwie Anglii dla Thomasa Howarda drugiego syna Thomasa Howarda 4. księcia Norfolk i jego drugiej żony Margaret Audrey córki sir Thomasa Audrey 1. barona Audrey of Walden. Thomas Howard 4. Książę Norfolk był żonaty trzykrotnie. Jego trzecia żona Elizabeth Leyburne córka sir Jamesa Leyburne wydała za mąż swoje trzy córki z poprzedniego małżeństwa z Thomasem Dacre 4. baronem Dacre of Gillesland za synów swojego drugiego męża.

## Hrabstwo Berkshire
Tytuł hrabiego Berkshire został kreowany w 1626 r. w parostwie Anglii dla Thomasa Howarda drugiego syna Thomasa Howarda 1. hrabiego Suffolk. Tytuł hrabiego Berkshire został połączony w 1706 r. z tytułem hrabiego Suffolk.

## Tytuły, urzędy i obowiązki
- Hrabiowie Suffolk i Berkshire posiadają następujące tytuły arystokratyczne:
  - Hrabia Suffolk (ang. Earl of Suffolk) – kreowany w 1603 r. w parostwie Anglii dla Thomasa Howarda syna 4. księcia Norfolk
  - Hrabia Berkshire (ang. Earl of Berkshire) – kreowany w 1626 r. w parostwie Anglii dla Thomasa Howarda syna 1. hrabiego Suffolk
  - Wicehrabia Andover (ang. Viscount Howard of Andover) – kreowany w 1621 r. w parostwie Anglii jako dodatkowy tytuł hrabiego Berkshire
  - Baron Charlton (ang. Baron Howard of Charlton) – kreowany w 1621 r. w parostwie Anglii jako dodatkowy tytuł hrabiego Berkshire
  - Baron Walden (ang. Baron Howard of Walden) – kreowany w 1597 r. w parostwie Anglii jako dodatkowy tytuł hrabiego Suffolk
- Najstarszy syn hrabiego Suffolk i Berkshire nosi tytuł Wicehrabiego Andover
- Rodową siedzibą hrabiów Suffolk jest Charlton Park w Wiltshire
- Tytuły w posiadaniu bocznych gałęzi Hrabiów Suffolk i Berkshire
  - Baron Rising (ang. Baron Howard of Rising) – kreowany w 2004 r. w parostwie Zjednoczonego Królestwa dla sir Grevilla Howarda Pra-Prawnuka 17. hrabiego Suffolk
- Hrabiowie Suffolk i Berkshire posiadali następujące tytuły arystokratyczne:
  - Baron Escrick (ang. Baron Howard of Escrick) – kreowany w 1609 r. w parostwie Anglii dla sir Edwarda Howarda Syna 1. hrabiego Suffolk. Tytuł przeszedł w ręce rodziny Howard w 1715 r.
  - Baron Charleville (ang. Baron Howard of Charleville) – kreowany w 1906 r. w parostwie Zjednoczonego Królestwa dla sir Charlesa Howarda Prawnuka 16. hrabiego Suffolk. Tytuł wygasł w 1963 r.

## Lista parów
Hrabiowie Suffolk 1. kreacji (parostwo Anglii)
- 1337–1369: Robert de Ufford, 1. hrabia Suffolk
- 1369–1382: William de Ufford, 2. hrabia Suffolk

Hrabiowie Suffolk 2. kreacji (parostwo Anglii)
- 1385–1388: Michael de la Pole, 1. hrabia Suffolk
- 1398–1415: Michael de la Pole, 2. hrabia Suffolk
- 1415–1415: Michael de la Pole, 3. hrabia Suffolk
- 1415–1440: William de la Pole, 4. hrabia Suffolk

Markizowie Suffolk 1. kreacji (parostwo Anglii)
- 1444–1450: William de la Pole, 1. markiz Suffolk

Książęta Suffolk 1. kreacji (parostwo Anglii)
- 1448–1450: William de la Pole, 1. książę Suffolk
- 1463–1492: John de la Pole, 2. książę Suffolk
- 1492–1493: Edmund de la Pole, 3. książę Suffolk, do 1504 r. 6. hrabia Suffolk

Książęta Suffolk 2. kreacji (parostwo Anglii)
- 1514–1545: Charles Brandon, 1. książę Suffolk
- 1545–1551: Henry Brandon, 2. książę Suffolk
- 1551–1551: Charles Brandon, 3. książę Suffolk

Książęta Suffolk 3. kreacji (parostwo Anglii)
- 1551–1554: Henry Grey, 1. książę Suffolk

Hrabiowie Suffolk 3. kreacji (parostwo Anglii)

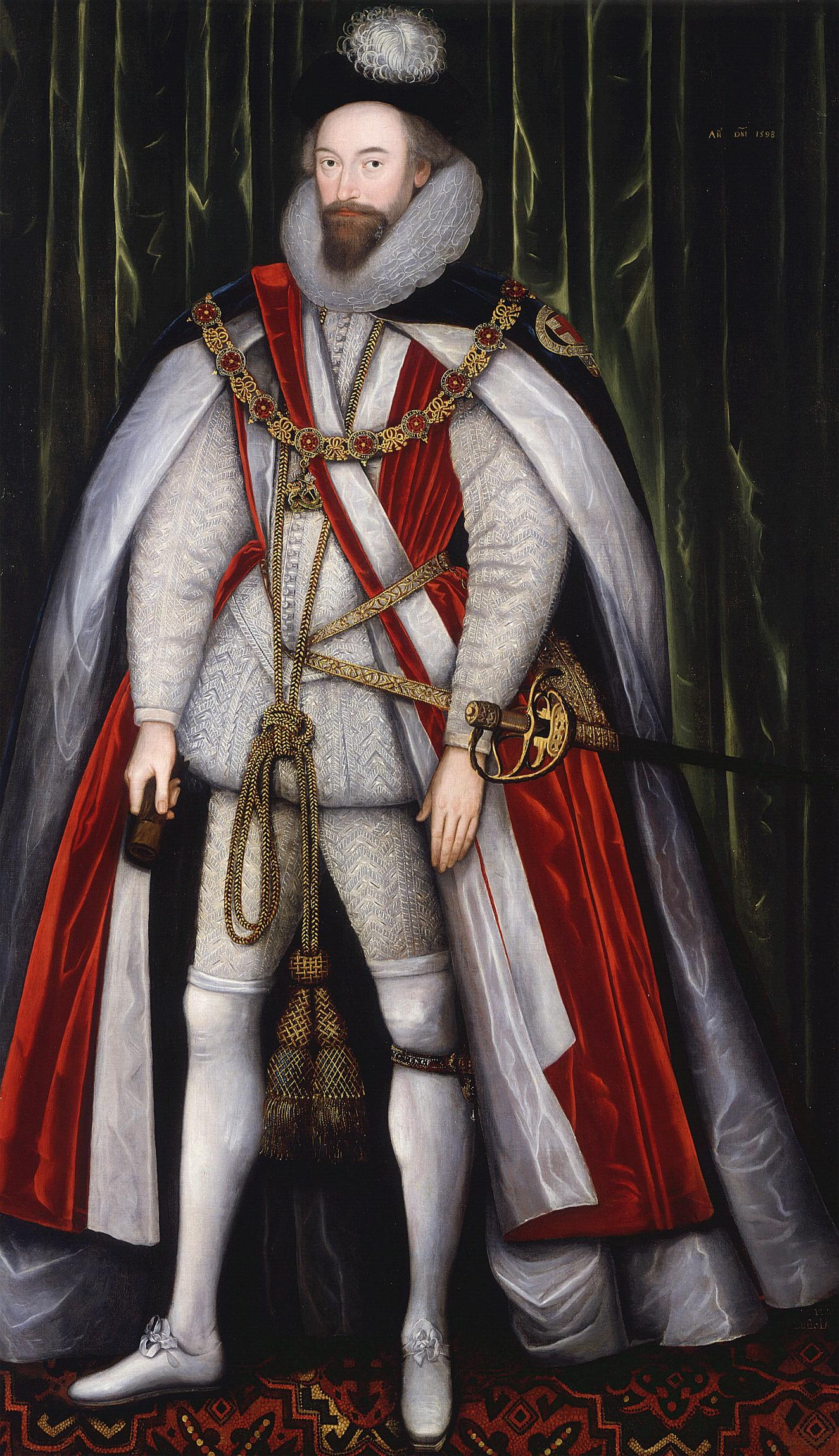
Thomas Howard

- 1603–1626: Thomas Howard, 1. hrabia Suffolk – syn 4. księcia Norfolk
- 1626–1640: Theophilus Howard, 2. hrabia Suffolk – syn 1. hrabiego Suffolk
  - Thomas Howard Wicehrabia Andover – syn 1. hrabiego Suffolk
  - James Howard Baron Walden – syn Wicehrabiego Andover, Wnuk 1. hrabiego Suffolk
- 1640–1688: James Howard, 3. hrabia Suffolk – syn 2. hrabiego Suffolk
- 1688–1691: George Howard, 4. hrabia Suffolk – brat 3. hrabiego Suffolk, syn 2. hrabiego Suffolk
- 1691–1709: Henry Howard, 5. hrabia Suffolk – brat 4. hrabiego Suffolk, syn 2. hrabiego Suffolk
- 1709–1718: Henry Howard, 6. hrabia Suffolk – syn 5. hrabiego Suffolk
- 1718–1722: Charles William Howard, 7. hrabia Suffolk – syn 6. hrabiego Suffolk
- 1722–1731: Edward Howard, 8. hrabia Suffolk – brat 6. hrabiego Suffolk, syn 5. hrabiego Suffolk
- 1731–1733: Charles Howard, 9. hrabia Suffolk – brat 8. hrabiego Suffolk, syn 5. hrabiego Suffolk
- 1733–1745: Henry Howard, 10. hrabia Suffolk – syn 9. hrabiego Suffolk

 Tytuł hrabiego Suffolk odziedziczył sir Henry Howard–Pra-Prawnuk 1. hrabiego Suffolk i Prawnuk 1. hrabiego Berkshire
Hrabiowie Berkshire 1. kreacji (parostwo Anglii)
- 1625–1669: Thomas Howard 1. hrabia Berkshire – syn 1. Hrabigo Suffolk, Wnuk 4. księcia Norfolk
- 1669–1679: Charles Howard 2. hrabia Berkshire – syn. 1. hrabiego Berkshire
- 1679–1706: Thomas Howard 3. hrabia Berkshire – syn 2. hrabiego Berkshire

 Tytuł hrabiego Berkshire odziedziczył sir Henry Howard–Pra-Prawnuk 1. hrabiego Suffolk i Prawnuk 1. hrabiego Berkshire
Baronowie Escrick 1. kreacji (parostwo Anglii)
- 1609–1633: Edward Howard 1. baron Escrick – syn 1. hrabiego Suffolk, Wnuk 4. księcia Norfolk
- 1633–1678: Thomas Howard 2. baron Escrick – syn 1. barona Escrick
- 1678–1694: William Howard, 3. baron Escrick – brat 2. barona Escrick, syn 1. barona Escrick
- 1694–1715: Charles Howard 4. baron Escrick – syn 3. barona Escrick

Tytuł barona Escrick odziedziczył Charles Haward 3. hrabia Carlisle Prawnuk 1. barona Escrick
Hrabiowie Suffolk i Berkshire 3. kreacji–kontynuacja (parostwo Anglii)
- 1603–1626: Thomas Howard, 1. hrabia Suffolk – syn 4. księcia Norfolk
- 1625–1669: Thomas Howard 1. hrabia Berkshire – syn 1. Hrabigo Suffolk, Wnuk 4. księcia Norfolk
  - Lord William Howard – syn 1. hrabiego Berkshire
  - sir Creven Howard – wnuk 1. hrabiego Berkshire
- 1706–1757: Henry Howard 4. hrabia Berkshire i 11. hrabia Suffolk – Prawnuk 1. hrabiego Berkshire
  - William Howard, wicehrabia Andover – syn 11. hrabiego Suffolk
- 1757–1779: Henry Howard, 12. hrabia Suffolk – wnuk 11. hrabiego Suffolk, syn Wicehrabiego Andower
- 1779–1779: Henry Howard, 13. hrabia Suffolk – syn 12. hrabiego Suffolk
- 1779–1783: Thomas Howard, 14. hrabia Suffolk – syn 11. hrabiego Suffolk

Tytuł hrabiego Suffolk i Berkshire odziedziczył sir John Howard–Kuzyn w 9 pokoleniu 14. hrabiego Suffolk, Pra-Prawnuk 1. hrabiego Berkshire
Hrabiowie Suffolk i Berkshire 3. kreacji–kontynuacja (parostwo Anglii)
- 1603–1626: Thomas Howard, 1. hrabia Suffolk – syn 4. księcia Norfolk
- 1625–1669: Thomas Howard 1. hrabia Berkshire – syn 1. Hrabigo Suffolk, Wnuk 4. księcia Norfolk
  - Lord Philipe Howard – Syn 1. hrabiego Berkshire
  - sir Charles Howard – wnuk 1. hrabiego Berkshire
  - sir Philipe Howard – Prawnuk 1. hrabiego Berkshire
- 1783–1820: John Howard, 15. hrabia Suffolk – Kuzyn w 9 pokoleniu 14. hrabiego Suffolk, Pra-Prawnuk 1. hrabiego Berkshire
  - Charles Howard Wicehrabia Andover – syn 15. hrabiego Suffolk
- 1820–1851: Thomas Howard, 16. hrabia Suffolk – syn 15. hrabiego Suffolk
- 1851–1876: Charles John Howard, 17. hrabia Suffolk – syn 16. hrabiego Suffolk
- 1876–1898: Henry Charles Howard, 18. hrabia Suffolk – syn 17. hrabiego Suffolk
- 1898–1917: Henry Molyneux Paget Howard, 19. hrabia Suffolk – syn 18. hrabiego Suffolk
- 1917–1941: Charles Henry George Howard, 20. hrabia Suffolk – syn 19. hrabiego Suffolk
- 1941 –: Michael John James George Robert Howard, 21. hrabia Suffolk – syn 20. hrabiego Suffolk

Następca hrabiego Suffolk i Berkshirre: Alexander Howard Wicehrabia Andover – syn 21. hrabiego Suffolk